# The Chieftains (album)
Albums de The Chieftains
The Chieftains 2
(1969)
The Chieftains est le premier album enregistré par le groupe de musique irlandaise The Chieftains. Le titre originel porte le nom du groupe, mais l’album est maintenant connu sous le nom de The Chieftains 1 car les dix premiers albums ont été numérotés à partir du deuxième.
Cet album est le premier album de musique irlandaise à avoir été enregistré en stéréo.

## Les interprètes
- Paddy Moloney – uilleann pipes, tin whistle ;
- Martin Fay – fiddle, os ;
- Seán Potts – tin whistle ;
- Dave Fallon – bodhrán ;
- Michael Tubridy – flûte, concertina, tin whistle.

## Les pistes
| 1.    | Sé Fáth mo Bhuartha / The Lark on the Strand / An Fhallaingín Mhuimhneach / Trim the Velvet        |  |
| 2.    | An Comhra Donn / Murphy's Hornpipe                                                                 |  |
| 3.    | Cailín na Gruaige Doinne (The Brown-Haired Girl)                                                   |  |
| 4.    | Comb Your Hair and Curl It / The Boys of Ballisodare                                               |  |
| 5.    | The Musical Priest / The Queen of May                                                              |  |
| 6.    | The Walls of Liscarroll Jig                                                                        |  |
| 7.    | An Dhruimfhionn Donn Dílis                                                                         |  |
| 8.    | The Connemara Stocking / The Limestone Rock / Dan Breen's                                          |  |
| 9.    | Casadh an tSúgan                                                                                   |  |
| 10.   | The Boy in the Gap                                                                                 |  |
| 11.   | Saint Mary's, Church Street / Garret Barry, The Battering Ram / Kitty goes a-Milking, Rakish Paddy |  |
| 41:59 | |  |